# Fukuoka Financial Group
Fukuoka Financial Group é uma companhia financeira japonesa, sediada em Fukuoka.

## História
A companhia foi estabelecida em 2007.